# Cosmarium spinosporum
Cosmarium spinosporum là một loài Song tinh tảo trong họ Desmidiaceae, thuộc chi Cosmarium.